# Хуан Батиста Эльгесабаль
Хуа́н Баути́ста Эльге́сабаль (исп. Juan Bautista Elguézabal; 1741 — 5 октября 1805) — испанский политик, временный правитель испанской провинции Техас в 1797 году и губернатор Техаса с 1800 по 1805 год. Он также временно правил провинцией Луизиана в 1803 году. Эльгесабаль выступал за увеличение населения Техаса через иммиграцию из Луизианы, а также основание первых школ начального образования в провинции, которые были открыты в Сан-Антонио и Ла-Баия (современный Голиад).

## Биография

### Ранние годы
Хуан Баутиста Эльгесабаль родился в 1741 году, хотя место его рождения неизвестно. В 1795—1797 годах он служил помощником инспектора президиумов провинции Коауила и Техаса в Новой Испании. Через год, в 1796 году, он начал работать с губернатором Техаса Мануэлем Муньосом, который заболел и ждал одобрения своей отставки от короля Испании. Так, Эльгесабаль служил личным помощником Муньоса. В августе 1797 года Эльгесабаль был назначен исполняющим обязанности губернатора провинции. В это время он исследовал президио Ла Баию и Росарио, чтобы проверить их сильные и слабые стороны.

### Правительство Техаса
27 июля 1799 года Эльгезабаль занял пост губернатора Техаса в отсутствие первоначально назначенного губернатора Хосе Иригойена, который не принял эту должность. В 1803 году Эльгесабаль был также назначен исполняющим обязанности губернатора Луизианы, после того как эта территория была передана США. Многие граждане Луизианы отправили Эльгесабалу петиции с просьбой разрешить поселиться в Техасе, что частично вызвало приток иммиграции в провинцию (включая многих вооруженных людей, ищущих землю). Беглые рабы также способствовали этому увеличению населения, поскольку Испания объявила, что любой раб, который перейдет реку Сабина в Техас, будет автоматически освобожден. Большинство из этих беглых рабов присоединились к племенам американских индейцев, но некоторые поселились в лесах Восточного Техаса. Однако не следует предполагать, что рабство было полностью запрещено в провинции; например, некоторым французским и испанским рабовладельцам, переехавшим в Техас, было разрешено оставить своих рабов.
Эльгесабаль продвигал более либеральную политику, чем провинция проводила до того времени, улучшая условия жизни своих жителей (ранее в провинции был высокий уровень бедности, от которого страдала большая часть ее населения). Он позволил индейским племенам алабама-кушатта и чокто переместиться в восточную зону реки Тринити в соответствии с автономией, которую эти племена приобрели во время правления Мануэля Муньоса , и посредством предоставления разрешений.

### Отношения с США
Испанский генеральный комендант Provincias Internas Немесио Сальседо, служивший под командованием Эльгесабаля, отправил ему письмо с просьбой приказать своим чиновникам установить хорошие отношения с Соединенными Штатами, но воздерживаться от общения с американскими официальными лицами. Обеспокоенный угрозой, которую американцы представляли для относительно слабых местных испанских сил, Сальседо приказал Угарте, коменданту округа Натчиточес, сообщить ему о количестве американских войск, дислоцированных в округе, о существовании ополченцев или регулярных войск в этих войсках и калибром в двадцать артиллерийских орудий, имевшихся в городе у войск США.
В августе 1800 года Эльгесабаль получил приказ от Педро де Нава, главнокомандующего Provincias Internas, тайно сажать в тюрьму торговца лошадьми и флибустьера Филипа Нолана, потому что он подозревал Нава в шпионаже, посланном правительством США , если они обнаружат, что он был одним из них. Комендант Хосе Видаль (находившийся в его подчинении в качестве коменданта Конкордии, недалеко от Натчеса) далее указал Эльгезабалю, что Нолан возглавлял вооруженную группу из тридцати или сорока человек. Однако Видалу не удалось убедить Верховный суд Миссисипи отказать Нолану в выдаче паспорта в Техас.

### Первые школы в Техасе и конец его срока
Между 1803 и 1804 годами Сальседо написал еще одно письмо Эльгесабалю с просьбой построить школы начального образования и направить учителей для обучения «людей пограничья» базовой грамотности (чтение и письмо). Эльгесабаль приказал построить несколько школ (первая из школ Техаса была основана во время правления Эльгесабаля) и отправил учителей в провинцию. Учителя ежемесячно получали четверть песо за каждого мальчика, зачисленного в школу (поскольку девочкам не разрешалось записываться). Школы были открыты в Сан-Антонио (тогда столица провинции Техас) и в президио Ла-Баия-дель-Эспириту-Санто к 1804 году. В Накогдочесе школы не строились до 1805 года, так как население было очень рассредоточено, а самые молодые мальчики работали на ранчо. Именно в это время Хосе Франсиско Руис стал первым школьным учителем в Сан-Антонио.
В отсутствие Иригойена Эльгезабаль оставался на посту губернатора Техаса после даты окончания срока его полномочий в 1800 году. Он умер 5 октября 1805 года в городе Сан-Антонио, когда он все еще правил Техасом.

## Личная жизнь
Хуан Баутиста Эльгесабаль женился на Марии Гертрудис Хименес, у них было четверо детей, одним из которых был Хуан Хосе Эльгесабаль (1781—1840), губернатор мексиканского Техаса с 1834 по 1835 год.